# Prolin
Prolin/proline (viết tắt: Pro hoặc P; được mã hóa bằng mã di truyền CCU, CCC, CCA, và CCG) là một α-amino acid được sử dụng trong quá trình sinh tổng hợp protein. Nó chứa một nhóm α- amin (mà trong dạng proton NH2+ dưới các điều kiện sinh học), một nhóm α-axit cacboxylic (mà ở dạng −COO− dưới các điều kiện sinh học), và một chuỗi bên pyrrolidine, phân loại như một amino acid không vòng không phân cực (ở pH sinh lý). Nó là không bắt buộc phải cần thiết ở người, có nghĩa là cơ thể có thể tự tổng hợp nó từ các amino acid không bắt buộc phải có L-glutamate.
Proline là amino acid proteinogenogen duy nhất với amin thứ cấp, trong đó nhóm alpha-amin được gắn trực tiếp vào chuỗi bên, làm cho α carbon thành một nhóm thay thế trực tiếp của chuỗi bên.

## Lịch sử và từ nguyên
Proline được tách riêng từ năm 1900 bởi Richard Willstätter, người có được amino acid này trong khi nghiên cứu N-methylproline. Năm sau đó Emil Fischer công bố cách tổng hợp proline từ este phthalimide propylmalonic. Tên proline dẫn xuất từ pyrrolidine, một trong những thành phần của nó.

## Sinh tổng hợp
Proline được sinh tổng hợp từ các amino acid L-glutamate. Glutamate-5-semialdehyde được hình thành từ glutamate 5-kinase (ATP-dependent) và glutamate-5-semialdehyde dehydrogenase (mà yêu cầu NADH hoặc NADPH). Điều này sau đó có thể hoặc vòng hóa tự phát tạo thành 1-pyrroline-5-carboxylic acid, sau đó là giảm thành proline với pyrroline-5-carboxylate reductase (sử dụng NADH hoặc NADPH), hoặc biến thành ornithine bằng ornithine aminotransferase, tiếp theo là thêm vòng với ornithine cyclodeaminase để tạo thành proline.

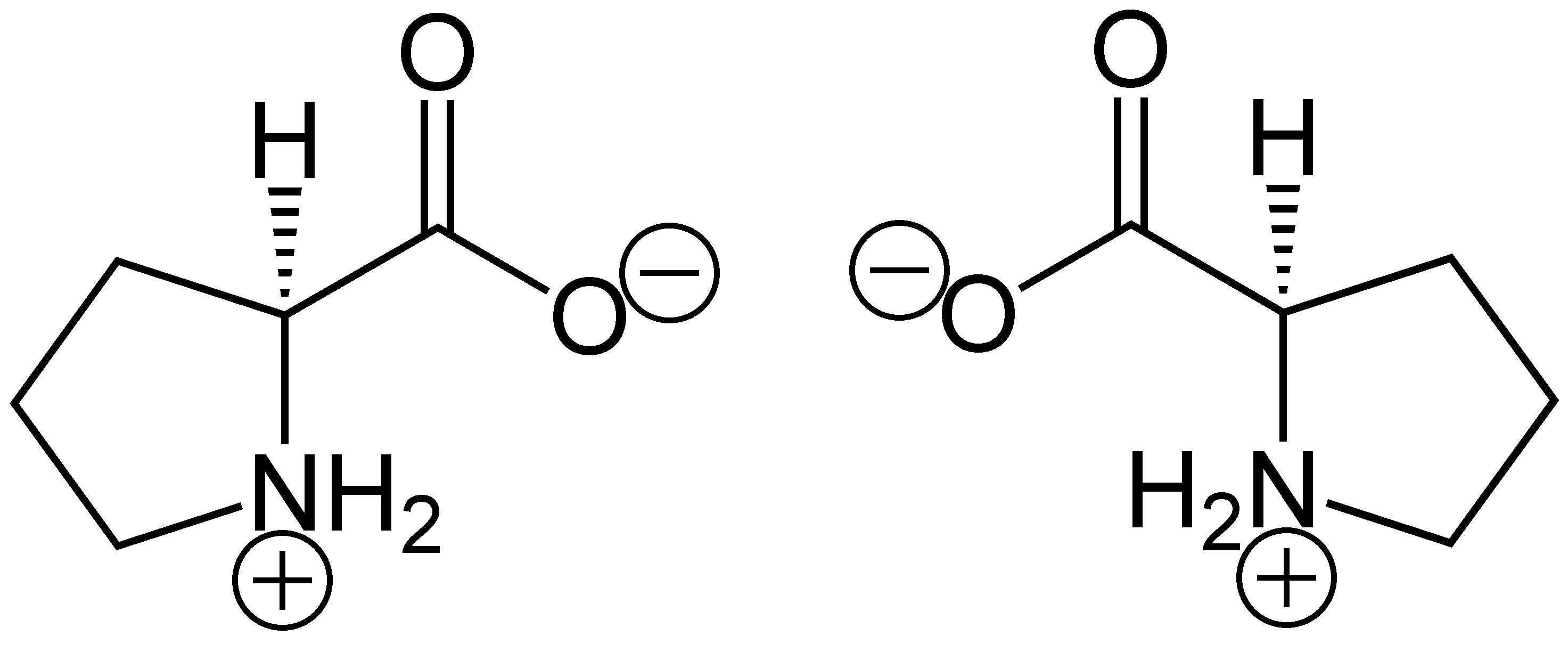
Zwitterionic structure of both proline enantiomers: (S)-proline (left) and (R)-proline